# دوايت في. سوين
دوايت في. سوين (بالإنجليزية: Dwight V. Swain)‏ (1915، روتشستر في الولايات المتحدة - 1992)؛ روائي أمريكي.

## روابط خارجية
- دوايت في. سوين على موقع IMDb (الإنجليزية)
- دوايت في. سوين على موقع قاعدة بيانات الفيلم (الإنجليزية)